# Каттинг, Дуглас Рэд
Дуглас Рэд Каттинг – американский программист и разработчик, наиболее известен как создатель технологий Lucene и Hadoop.
1. Lucene – библиотека для полнотекстового поиска и анализа, созданная Каттингом в 1999 году. Она стала основой для множества поисковых систем благодаря своей эффективности и гибкости. Позже Lucene стал проектом Apache и получил широкое распространение как основа для многих корпоративных и публичных поисковых систем.
2. Hadoop – программная платформа с открытым исходным кодом для распределённого хранения и обработки больших данных, разработанная Каттингом в 2005 году. Каттинг был вдохновлен идеями Google, такими как MapReduce и Google File System, и адаптировал их для построения системы, которая позволяла бы обрабатывать большие объемы данных на недорогом оборудовании. Hadoop стал краеугольным камнем современной индустрии больших данных и широко используется в сфере хранения и анализа данных.

Каттинг в своей карьере активно пропагандирует принципы открытого исходного кода и делится своими идеями с разработчиками и сообществом для создания доступных и масштабируемых решений.